# Jew's House

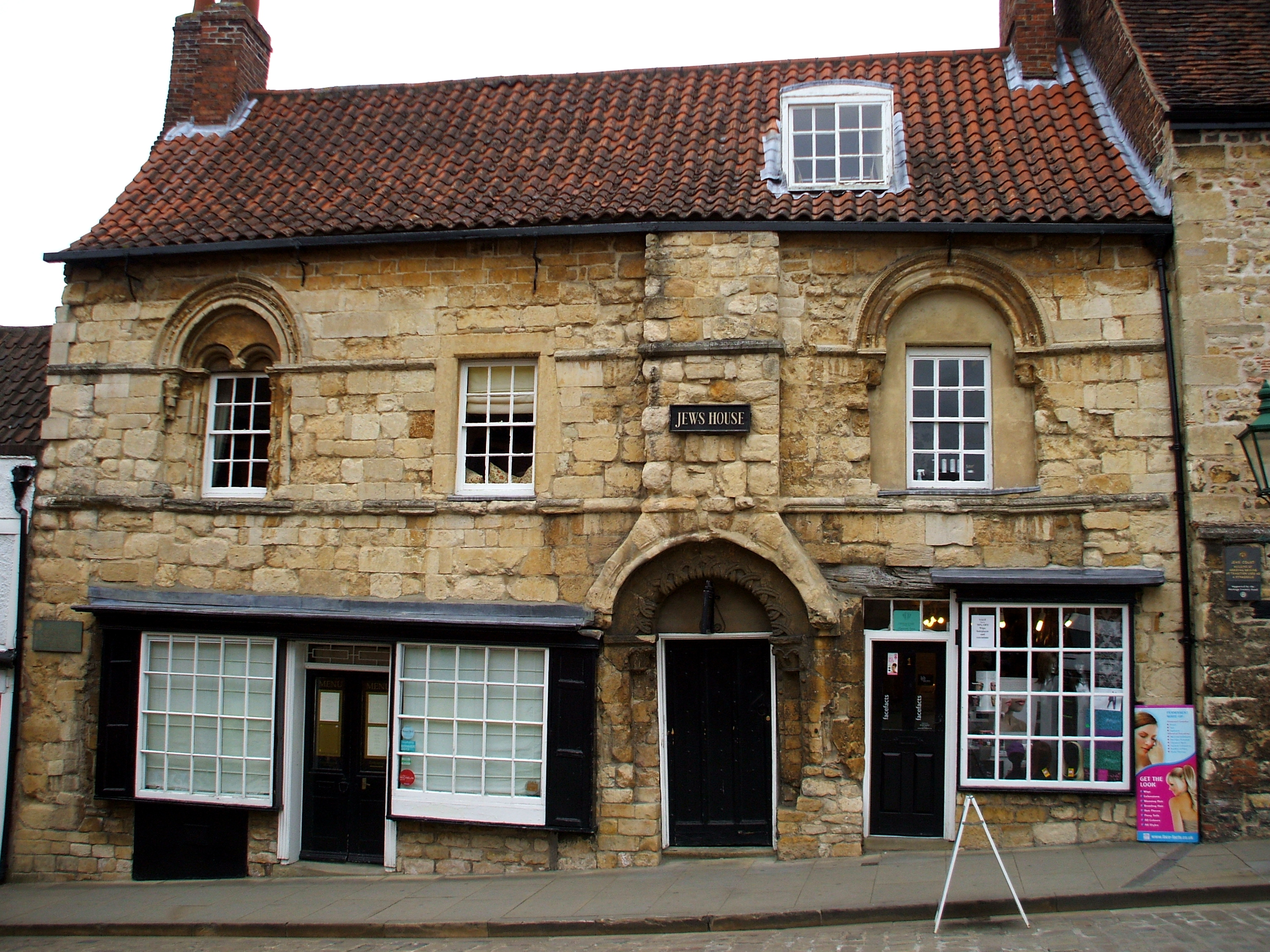
Façade de la maison du Juif.

Pour le bâtiment autrefois connu sous le nom de « Maison du Juif Aaron », voir Norman House.
La maison du Juif (Jew’s House en anglais) est une demeure sise rue Steep Hill à Lincoln, en Angleterre. Cet exemple d’une des premières maisons d’architecture normande en Angleterre est encore en existence.
Datant du milieu du XIIe siècle, le bâtiment se composait initialement, au premier étage, d’une salle mesurant environ 12 mètres sur 6, au-dessus des espaces consacrés au service et à l’entreposage, au rez-de-chaussée.
Une partie de sa façade survit : l’huis richement sculpté, le reste de deux fenêtres à double arche romanes et une grande partie de la maçonnerie à l’étage supérieur. Un manteau de cheminée, affecté à la cheminée de l’étage supérieur, s’élève au-dessus de l’arche au-dessus de la porte principale. Les deux colonnes soutenant la voûte, qui existaient autrefois, ont disparu.
Immédiatement située en dessous de Jew's Court, cette demeure est traditionnellement associée à la prospérité de la communauté juive du Lincoln médiéval. Lorsque le cas du Petit saint Hugues de Lincoln en 1255 alimenta la fureur antisémite, en 1290, toute la communauté juive fut expulsée d’Angleterre. La maison du Juif aurait alors été saisie à son propriétaire juif.
Continuellement resté occupé jusqu’à ce jour, le bâtiment a actuellement une utilisation commerciale, une partie servant de restaurant.